# Episodi di E vissero infelici per sempre (terza stagione)
La terza stagione della serie televisiva E vissero infelici per sempre è stata trasmessa in anteprima negli Stati Uniti d'America dalla The WB tra l'8 settembre 1996 e il 18 maggio 1997.
| nº | Titolo originale                 | Titolo italiano           | Prima TV USA      | Prima TV Italia |
| -- | -------------------------------- | ------------------------- | ----------------- | --------------- |
| 1  | Tiffany's Rival                  | La rivale                 | 8 settembre 1996  |                 |
| 2  | Beach Party                      | Tutti alla spiaggia       | 15 settembre 1996 |                 |
| 3  | Angel Gone Bad                   |                           | 22 settembre 1996 |                 |
| 4  | The Temptation of Jack           |                           | 29 settembre 1996 |                 |
| 5  | Lightning Boy                    | Il ragazzo fulminato      | 6 ottobre 1996    |                 |
| 6  | Bingo! Bingo! Bingo!             | La febbre del bingo       | 13 ottobre 1996   |                 |
| 7  | Halloween XXVII                  | Dolcetti o scherzetti     | 30 ottobre 1996   |                 |
| 8  | Rock and Roll                    | La banda di Ryan          | 3 novembre 1996   |                 |
| 9  | The Pride of the Injuns          |                           | 10 novembre 1996  |                 |
| 10 | Eating Hollywood                 | A caccia di stelle        | 17 novembre 1996  |                 |
| 11 | High and Dry                     | Deodorante                | 24 novembre 1996  |                 |
| 12 | The Tell-Tale Lipstick           | Il rossetto               | 15 dicembre 1996  |                 |
| 13 | Sternberg                        |                           | 19 gennaio 1997   |                 |
| 14 | The President                    | Il presidente             | 2 febbraio 1997   |                 |
| 15 | Tiffany on the Wild Side         |                           | 9 febbraio 1997   |                 |
| 16 | The Potato Rebellion             | La canzone di protesta    | 16 febbraio 1997  |                 |
| 17 | B-Minus Blues                    |                           | 23 febbraio 1997  |                 |
| 18 | From Russia with Love            | Le nozze di Ryan          | 20 aprile 1997    |                 |
| 19 | Little Ice Cream Shop of Horrors | La gelateria degli orrori | 27 aprile 1997    |                 |
| 20 | Shampoo                          | Parrucchiere per signore  | 4 maggio 1997     |                 |
| 21 | College!                         |                           | 11 maggio 1997    |                 |
| 22 | The Joy of Meat                  | Il piacere della carne    | 18 maggio 1997    |                 |